# Обыкновенная летяга
Обыкновенная летя́га, или белка-летяга, или летучая белка, или полетуха (Pteromys volans) — небольшой грызун семейства беличьих. Единственный представитель трибы летяг (Pteromyini), обитающий на территории России. Видовое название лат. volans означает «летучий», «летающий».

## Внешний вид
Летяга внешне похожа на небольшую короткоухую белку, но между передними и задними лапами у неё имеется широкая кожная складка, покрытая шерстью — летательная перепонка, играющая роль несущей поверхности при прыжках. Спереди она поддерживается длинной серповидной косточкой, идущей от запястья и приблизительно равной по длине предплечью. В отличие от крупных  летяг, у обыкновенной летяги нет летательной перепонки между задними ногами и основанием хвоста. Хвост длинный, опушен густым длинным мехом.
Размеры меньше, чем у белки: длина тела 12‒22,8 см, хвоста — 11‒13 см, ступни — 3‒3,9 см, уха — 1,5‒2,1 см; масса до 170 г. Голова округлая, тупоносая, с большими и выпуклыми (в связи с ночным образом жизни) чёрными глазами. Уши закруглённые, без кисточек. Задние конечности длиннее передних. Когти короткие, сильно изогнутые, острые. Сосков 4 пары.
Мех летяги густой, мягкий, шелковистый, значительно нежнее и гуще, чем у белки. Верх тела окрашен в серебристо-серый цвет, часто с охристым или бурым оттенком, низ тела — белый с палевым налётом. Глаза окружены чёрным ободком. Хвост очень пушистый, светлее тела; волосы на нём имеют «расчёс» в стороны. Зимняя шерсть особенно пышная, различных оттенков серого. Линяет летяга дважды в год подобно белке и в том же порядке.
Выделяют до 10—12 подвидов летяги, отличающихся особенностями окраски; из них в России водятся 9 подвидов:
- Pteromys volans volans Linnaeus, 1758  — Север Европейской части РФ, Урал.
- Pteromys volans ognevi Stroganov, 1936 — Центр Европейской части РФ
- Pteromys volans gubari Ognev, 1934 — лесостепи  Западной Сибири и Казахстана
- Pteromys volans betulinus Serebrennikov, 1929 — восток Западной Сибири и Прибайкалье
- Pteromys volans turovi Ognev, 1929 — Алтай, Саяны, Забайкалье, среднее течение Амура
- Pteromys volans athene Thomas, 1907 — низовья Амура, Сахалин.
- Pteromys volans incanus Miller, 1918 — Север и восток Якутии
- Pteromys volans arsenjevi Ognev, 1934 — Центральная Якутия и Приморье
- Pteromys volans anadyrensis Ognev, 1940 — бассейн Анадыря.

## Образ жизни и питание
Летяга населяет старые лиственные и смешанные леса с примесью осины, березняки и ольшаники. В Европейской части России часто держится у болот и речек с ольховыми насаждениями по берегам. В хвойных лесах редка, предпочитает участки с примесью лиственных пород, особенно берёзы и ольхи. В Сибири чаще всего встречается в высокоствольных лиственничниках. В лесостепи Западной Сибири селится в ленточных борах и берёзовых колках. На севере ареала придерживается пойменных зарослей. Встречается и высоко в горах, в пределах высокоствольного горного леса.
Летяга активна круглый год. Образ жизни ночной и сумеречный, кормящие самки и молодняк появляются и днём. Большую часть времени летяга проводит в поисках пищи. Гнёзда делает в естественных дуплах деревьев, гнездовых дуплах дятлов, старых гнёздах белок и сорок, изредка в расщелинах скал. Дупла выбирает на высоте 3‒12 м. Иногда селится возле жилья, в скворечниках. Гнёзда у летяги круглые, сложенные из мягких лишайников, мхов, сухой травы. В гнёздах летяги часто селятся по двое. Они — неагрессивные социальные животные и не обладают выраженными индивидуальными участками, только привычными кормовыми маршрутами. Кормящие самки более агрессивны и защищают свои гнёзда.
Как и обычная белка, летяга большую часть жизни проводит на деревьях, на землю спускается редко. Между передними и задними лапами у неё имеется кожная перепонка, которая позволяет планировать с дерева на дерево. Таким образом белка-летяга преодолевает расстояние до 90 м по нисходящей параболической кривой. Для прыжка летяга забирается на верхушку дерева. Во время полёта её передние конечности широко расставлены, а задние отведены к хвосту, образуя характерный прямоугольный силуэт. С помощью хвоста, а также меняя натяжение перепонки, летяга маневрирует, иногда изменяя направление полёта на 90°. Посадку на ствол дерева летяга обычно совершает по касательной, как бы сбоку. Перед посадкой принимает вертикальное положение и цепляется всеми четырьмя лапами, после чего сразу перебегает на другую сторону ствола. Этот манёвр помогает ей уворачиваться от пернатых хищников. Кроме того, летяга ловко и быстро лазает, прыгает с ветки на ветку.
Заметить летягу в лесу очень сложно. Покровительственная окраска помогает ей сливаться с серыми стволами осин. Следы на земле оставляет редко, и в целом они напоминают беличьи. О присутствии летяги в лесу можно узнать по уборным — кучкам помёта, похожего на ярко-жёлтые муравьиные яйца. Поздно вечером можно услышать и голос летяги — низкое стрекотание.
Основу рациона летяги составляют почки различных лиственных пород, верхушки побегов, молодая хвоя, семена хвойных (сосны, лиственницы), летом — также грибы и ягоды. Иногда обгладывает тонкую молодую кору ивы, осины, берёзы, клёна. Главный же её корм — ольховые и берёзовые серёжки. Их летяга запасает на зиму, складывая в дупле. Предположительно, может поедать также птенцов и птичьи яйца. Её рацион варьирует в зависимости от местообитания. Например, в северо-восточных частях ареала летяга зимой питается почти исключительно почками лиственницы.
В холодное время года активность летяги резко снижается. В спячку не впадает, но морозные дни проводит в гнезде, используя ранее сделанные запасы корма.

## Размножение

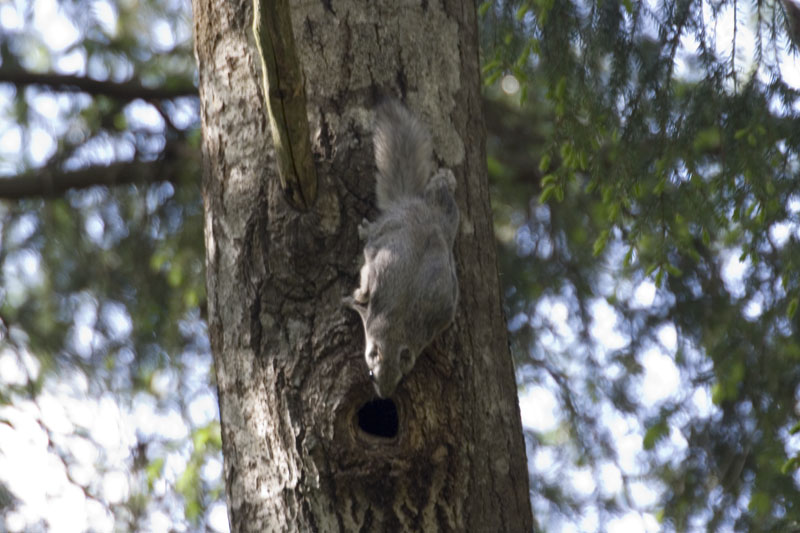

Размножение летяги изучено плохо. У самки один раз в год рождается по 2—4 детёныша. Беременность длится 4—5 недель. Первый выводок появляется в апреле-мае, второй — в конце июня — начале июля. Детёныши голые и слепые; прозревают в 15-дневном возрасте. На 36—41 день жизни впервые выходят из гнезда. По достижении 43—45-дневного возраста начинают совершать первые прицельные прыжки, с 50-дневного — планировать. После 50 дня жизни полностью переходят на взрослое питание и становятся самостоятельны.
Живут летяги (в неволе) до 9—13 лет, в природе — всего 5 лет. Их природные враги — крупные совы, реже соболь, куницы.

## Численность
Численность белки-летяги мала, охота на неё ограничена. Мех малоценен. Несмотря на красоту и мягкость меха, у него очень тонкая и непрочная мездра, что затрудняет его использование. Считалось, что в неволе летяга приживается плохо, однако В. М. Смирин на Звенигородской биостанции МГУ содержал летяг двух подвидов в небольших вольерах в течение многих лет.
Ископаемые остатки обыкновенной летяги (Pteromys volans) известны лишь с конца позднего плейстоцена, хотя остатки других видов семейства летяговых (Pteromyidae) впервые появляются с миоцена, а расцвет семейства приходится на миоцен-плиоцен.
Вид занесён в Красные книги некоторых регионов.

## Отражение в культуре
- Повесть Николая Сладкова «Осиновый невидимка» посвящена белке-летяге, автор рассказывает о повадках зверька, о том, как в течение долгого времени занимался его поисками.
- Летяга является одним из героев рассказа Виталия Бианки «Голубой зверёк».